# Brahim Fouradi
Brahim Fouradi (Amsterdam, 19 november 1985) is een Nederlands-Marokkaanse voormalig artiest en huidige songwriter en artiestmanager. Hij dient als vice-president en A&R-manager bij Universal Music Group en is tevens eigenaar van het managementbureau La Foux. Hij staat bekend als een van de meest succesvolle songwriters van Nederland. Hij is manager voor onder andere Frenna, Kevin, Josylvio en Zoë Tauran.

## Loopbaan
Na zijn periode als artiest trad hij in dienst bij Sony, waar hij samenwerkte met artiesten zoals Cho, Yellow Claw, Mr Probz en Rochelle. Vervolgens vervulde hij een rol bij X-Factor Nederland alvorens door Simon Cowell te worden benaderd om als A&R te fungeren voor X-Factor in de Verenigde Staten. Eind 2014 verhuisde hij naar Londen om een soortgelijke functie te bekleden bij Sony Music UK. In 2017 richtte hij samen met zijn broer Mohamed het managementbureau La Foux op.